# Дуэль (фильм, 1971, США)
«Дуэль» (англ. Duel) — американский телефильм 1971 года с Деннисом Уивером в главной роли, снятый по одноимённому рассказу Ричарда Мэтисона (он же адаптировал его в сценарий). Позднее фильм был перемонтирован с доснятыми сценами для демонстрации в кинотеатрах Европы, Австралии и ограниченно в США. Это первый полнометражный фильм Стивена Спилберга, и успех этого фильма позволил Спилбергу начать карьеру кинорежиссёра.
Фильм рассказывает о коммивояжёре, который на своём легковом автомобиле вынужден вступить в автомобильную схватку с таинственным 40-тонным бензовозом на дороге посреди калифорнийской пустыни. По признанию сценариста Ричарда Мэтисона, рассказ основан на реальном происшествии, случившемся с ним самим (в день убийства Джона Кеннеди его какое-то время преследовал грузовик); Спилберг также заявлял, что пережил нечто подобное в подростковом возрасте.

## Сюжет
Дэвид Манн ведёт компактный красный «Плимут» по дороге Калифорнии. Но когда он пытается обогнать огромный бензовоз, водитель последнего воспринимает это как оскорбление и бросает ему личный вызов. Сначала невидимый водитель автоцистерны многократно обгоняет легковушку и притормаживает; затем начинает играть с Дэвидом в психологические игры, соблазняя его на обгон и тут же блокируя, и даже пытается разбить машину Дэвида.
Дэвид пытается спрятаться от погони в кафе на заправке, где панически высматривает, не окажется ли один из посетителей его преследователем. Решив, что опасность миновала, он продолжает путь. Но оказывается, что грузовик всё это время поджидал его у кафе и продолжает преследование. Дэвид останавливается помочь подтолкнуть школьный автобус с детьми, но безуспешно. Тогда внезапно появившийся грузовик сам подталкивает автобус. Гонка продолжается. На железнодорожном переезде грузовик пытается столкнуть легковушку под колеса поезда. Дэвид едва успевает сдержать свою машину. Дэвид понимает, что не может оторваться, и останавливается на несколько часов, надеясь пропустить грузовик вперёд. Но едва он снова начинает путь, оказывается, что водитель-маньяк дожидался его на дороге. Герой пытается вызвать полицию из телефонной будки у дороги, но появившийся грузовик сносит будку, едва не убив самого героя.
В конце концов герой понимает, что сбежать ему не удастся, и решает покончить с противником. На уже полуразбитой машине он заманивает грузовик на горное плато, где у того нет преимущества. Машины идут в лобовой таран друг на друга, но в последний момент Дэвид выпрыгивает из машины. Грузовик, протаранив машину, по инерции падает в пропасть, и злодей гибнет.

## В ролях
- Деннис Уивер — Дэвид Манн
- Джэклин Скотт — миссис Манн
- Кэри Лофтин — водитель бензовоза
- Эдди Файрстоун — владелец кафе
- Лу Фриззелл — водитель автобуса
- Джин Динарски — посетитель кафе
- Люсиль Бенсон — хозяйка бензозаправки со змеями
- Тим Херберт — работник бензозаправки
- Чарльз Сил — старик
- Ширли О’Хара — официантка
- Александр Локвуд — старик в машине
- Эми Дуглас — пожилая женщина в машине

## Производство
Изначально фильм был снят для показа по телевидению. Съёмки заняли 13 рабочих дней (с 13 сентября по 4 октября 1971 года), хотя по плану предполагалось всего 10 дней, а затраты на производство составили только 375 тысяч долларов. В сценарии было всего 50 строчек диалогов — изначально Спилберг намеревался вообще обойтись без разговоров между персонажами на протяжении всего фильма, но на это не согласился продюсер. Съёмки проходили в Южной Калифорнии. Премьера состоялась 13 ноября 1971 года, картина была представлена как «Фильм недели» на телеканале ABC.
Позднее, после успеха на телевидении, фильм переделали для демонстрации в кинотеатрах. К оригинальной 74-минутной ленте досняли несколько сцен в общей сложности на 16 минут (эпизод со школьным автобусом, звонок из телефонной будки, железнодорожный переезд и начальная сцена во время титров, где машина выезжает из гаража); кроме того, исполнитель главной роли Деннис Уивер начитал закадровые комментарии. Соотношение сторон экрана с телевизионного 4:3 (1.33:1) было приведено к широкоэкранному 16:9 (1.85:1). Кассовые сборы фильма принесли 7 миллионов долларов.

## Музыка
Оригинальная партитура к фильму была создана Билли Голденбергом, который ранее написал музыку для снятых Спилбергом эпизодов для сериалов «Ночная галерея», «Коломбо» («Убийство по книге»). Из-за сжатого графика производства ему пришлось писать музыку во время съемок, и Голденберг посетил съемочную площадку на каньоне Соледад, чтобы понять, что именно от него потребуется. Затем Спилберг несколько раз ездил с Гольденбергом на автоцистерне, которой управлял каскадер Кэри Лофтин; этот экстремальный опыт испугал композитора, хотя в конце концов он привык к таким поездкам. Затем Голденберг примерно за неделю составил партитуру для струнных, арфы, клавишных и интенсивного использования ударных инструментов с эффектами синтезатора Moog, но избегая духовых и деревянных духовых инструментов. Большая часть его материалов в конечном итоге не была использована в готовом фильме. В 2015 году Intrada Records ограниченным тиражом выпустили альбом, включающий полную партитуру.

## Отзывы
Фильм получил широкое одобрение критиков, завоевал множество призов и наград по всему миру, а в США снискал статус культового. Всё это привлекло к Спилбергу внимание известных кинопродюсеров, и вскоре ему предложили поставить полноценный художественный фильм для большого экрана, которым стал «Шугарлендский экспресс».

## Издание на DVD
При издании фильма на DVD из фильма по неизвестным причинам было вырезано около минуты экранного времени и заново переписана звуковая дорожка, и были удалены закадровые комментарии Уивера.

## Награды и номинации
- 1972 — номинация на премию «Золотой глобус» за лучший телефильм
- 1972 — премия «Эмми» за лучший монтаж звука, а также номинация в категории «Лучшая работа оператора для развлекательной телепрограммы» (Джек Марта)
- 1973 — Гран-при Фестиваля фантастических фильмов в Авориазе
- 2005 — номинация на премию «Сатурн» за лучшее DVD-издание классического фильма
- 2015 — номинация на премию «Сатурн» за лучший DVD-сборник (в составе коллекции Стивена Спилберга)